# Olga Oelkers
Olga Oelkers (født 21. maj 1897, død 10. januar 1969) var en tysk fægter, som konkurrerede i fleuret og deltog i 1928 i Amsterdam samt 1936 i Berlin.
Ved OL 1928 deltog Oelkers i fleuret, hvor hun først vandt sin indledende pulje. I semifinalepuljen blev hun nummer tre, hvilket sikrede hende plads i finalen. Her vandt hun fire kampe og tabte tre, hvilket kun blev overgået af landsmanden Helene Mayer, der vandt guld, og Muriel Freeman fra Storbritannien, der fik sølv, hvilket betød, at Oelkers fik bronze blandt de 27 kvindelige deltagere i disciplinen.
Hun var tysk mester i Deutscher Turner-Bund, en af flere tyske fægteforbund, i 1928, 1930, 1932 og 1933, samt i 1932 også i Deuscher Fechter-Bund. Ved EM i 1934 var hun med til at vinde sølv for hold og året efter bronze, inden tyskerne med Oelkers på holdet vandt EM-guld i 1936. Samme år deltog hun igen i OL, og her nåede hun til semifinalen, hvor hun blev sidst. Året efter var hun igen med til EM, hvor hun var med til at sikre tyskerne en sølvmedalje for hold.
Oelkers blev trænet af Arturo Gazzera, der var søn af Fritz Gazzera, der ligeledes deltog i OL 1928 for Tyskland. Efter sin fægtekarriere blev Oelkers husmor.